# Nagyiván
Nagyiván là một thị trấn thuộc hạt Jász-Nagykun-Szolnok, Hungary. Thị trấn này có diện tích 43,16 km², dân số năm 2010 là 1175 người, mật độ 27 người/km².